# レオン・モイセイフ
レオン・モイセイフ（Leon S. Moisseiff, 1872年11月10日-1943年9月3日）とは、アメリカ合衆国の技術者である。1920年代から1930年代にかけて吊り橋設計の第一人者だった。彼は1933年にフランクリン協会のルイス・E・レビーメダルを受賞した。

## 生涯

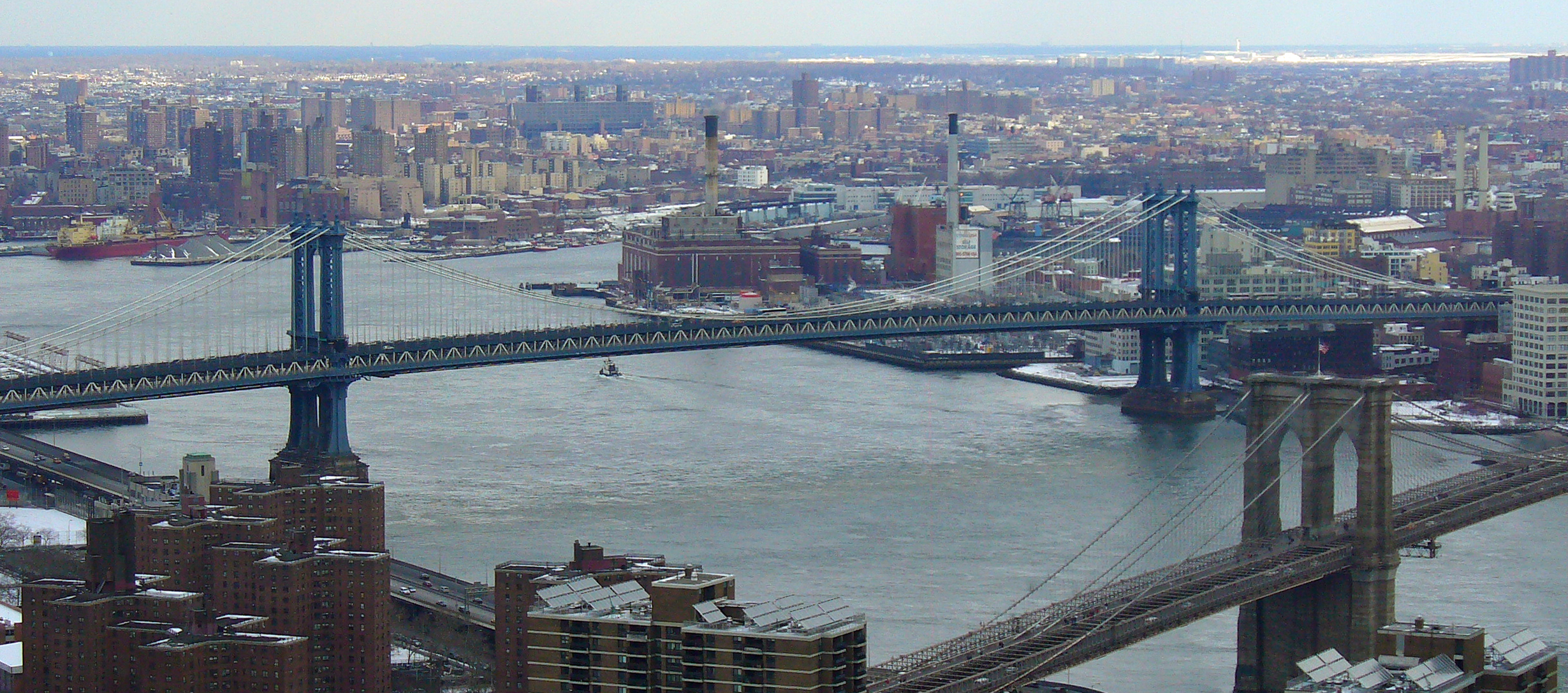
マンハッタン橋。モイセイフは技術者の一人として設計に参加した。

モイセイフはラトビアのリガでユダヤ人家庭に生まれた。リガで就学した後、Baltic Polytechnic Institute で3年間ほど学んだ。19歳の時に政治活動のため家族と共にアメリカに移住した。移住先ではコロンビア大学で学び、1895年に土木工学の学位を得て卒業した。
彼は技術者としてのキャリアをニューヨークでスタートさせ、イースト川に架かるマンハッタン橋の設計者の1人として国際的な名声を得た。また彼は、デラウェア川に架かるベンジャミン・フランクリン橋の設計にも携わり、この橋のチーフエンジニアだったラルフ・モジェスキーを補佐した。
モイセイフは早い時期から鋼橋の普及を推進し、1920年代にはそのような橋が従前のコンクリート橋や石橋を置き換えるようになっていった。彼は「橋が長くなれば長くなるほど柔軟にすることができる」という"deflection theory" を構築したことで知られる。チャールズ・エリスはモイセイフの理論をより成熟させ、ゴールデン・ゲート・ブリッジの設計に適用した。モイセイフはこの橋の設計に顧問設計者として携わっていたが、途中でプロジェクトから外されてからはエリスへの助言を辞退した。

### タコマナローズ橋

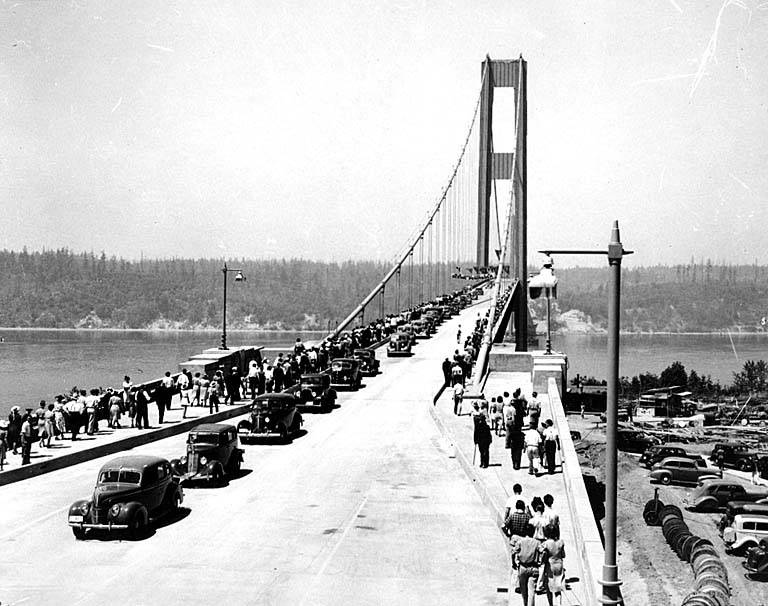
タコマナローズ橋の開通式（1940年）

モイセイフは初代タコマナローズ橋の建設に設計者として招かれた。ワシントン州ピュージェット湾に架けられたこの細長い吊り橋は、モイセイフにとって主任の技術者として設計に関わった最初の橋で、「世界一美しい橋」とも称された。しかし1940年の竣工当初から設計上の問題のため "Galloping Gertie"（馬乗りガーティ）とあだ名されるほどの激しい振動に悩まされた。そして竣工からわずか4か月後、強風の中で橋が崩落すると、モイセイフの名声は失われることとなった。これは、梁間の長手方向に沿った波にねじれ運動が加わり、落橋に至ったものだった。崩落前に橋が閉鎖されていたため人的被害が皆無だったことは不幸中の幸いだった。崩落の一部始終は映像として記録され、現在でもねじれフラッターがもたらす破滅的な影響についての好例として、工学・建築学や物理学の教材として用いられている。
モイセイフは1943年に心臓発作を起こし死去した。彼は多くの有名な橋の設計に関わったが、それらはタコマナローズ橋崩落の影に隠れてしまった。タコマナローズ橋の崩落は、工学の失敗や尊大な設計がもたらす危険性の象徴となった。タコマナローズ橋の設計はモイセイフ個人にとっては悲劇と言えるものだったが、他の技術者にとっては吊り橋の設計に関するさらなる研究を動機付けることとなり、吊り橋の設計と安全性に大幅な改善をもたらす契機となった。

## 関連書籍
- Moisseiff, Leon S. Suspension Bridges Under the Action of Lateral Forces, in "Transactions of the American Society of Civil Engineers", 1933, n. 98.
- Henry Petroski (1995). Engineers of Dreams: Great Bridge Builders and the Spanning of America. Knopf, New York. ISBN 978-0-679-43939-4 (for more information about Moiseiff and his career)
- Louise Nelson Dyble (2009). Paying the Toll: Local Power, Regional Politics, and the Golden Gate Bridge. University of Pennsylvania Press, Philadelphia. ISBN 978-0-8122-4147-1